# Thomas Gropper
Thomas Gropper (* 1969 in Braunlage) ist ein deutscher Bariton und Professor für Gesang, Stimmkunde und Gesangsdidaktik an der Hochschule für Musik und Theater München. 

## Leben und Wirken
Als Stimmbildner arbeitet Gropper mit dem Münchener Bach-Chor sowie dem Ravensburger Bachchor und dem Münchner MotettenChor zusammen. Er leitet das Ensemble Arcis-Vocalisten München. Auch als Sprecher und Moderator beim Bayerischen Rundfunk (BR) ist er zu hören. Als Gesangssolist liegt sein Schwerpunkt in den Bereichen Lied- und Oratoriengesang. Er hatte Auftritte mit den Münchner Philharmonikern, dem Symphonieorchester des Bayerischen Rundfunks, sowie Aufnahmen für CD, Rundfunk und Fernsehen. Seit 2014 ist Gropper künstlerischer Leiter der Birnauer Kantorei. Zum 1. Juni 2025 übernimmt er die künstlerische Leitung des Bachchors Heidelberg.